# Esput

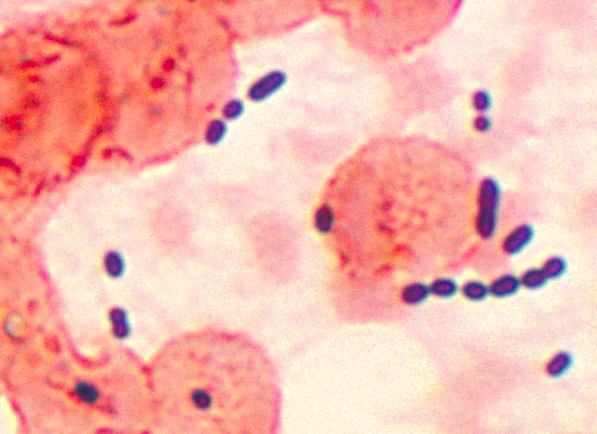
Esput extret d'un malalt de pneumònia, amb bacteris estreptococs en forma de cocs.

L'esput és la matèria expectorada de les vies respiratòries, com ara mocs o flegma, barrejats amb saliva, que poden ser escopits per la boca. Sol estar associat amb les vies respiratòries en pulmons, bronquis o el sistema respiratori superior. A vegades pot dur sang si es tracta d'una tos crònica, causada possiblement per casos greus de tuberculosi.
Les mostres microbiològiques d'esput són utilitzades habitualment per a detectar infeccions per Moraxella catarrhalis, Mycobacterium tuberculosis, Streptococcus pneumoniae i Haemophilus influenzae. També s'hi poden trobar altres patògens.
L'esput purulent és aquell que conté, en major o menor mesura, pus.
L'esput pot ser:
1. Sanguinolent (és sovint el cas en tuberculosi) (hemòptisi).
2. De color rovellat - sovint causat per bacteris pneumococs (en pneumònia).
3. Purulent - que conté pus.
4. De color blanc escumós - que pot ser causat per una obstrucció o fins i tot edema.